# Alexei Wladimirowitsch Mischin
Alexei Wladimirowitsch Mischin (russisch Алексей Владимирович Мишин; * 8. Februar 1979 in Rusajewka, Mordwinische ASSR, UdSSR) ist ein russischer Ringer. Er wurde 2004 Olympiasieger und 2007 Weltmeister im Mittelgewicht im griechisch-römischen Stil. Außerdem wurde er in seiner Laufbahn sechsmal Europameister.

## Werdegang
Alexei Mischin begann als Jugendlicher im Jahre 1986 mit dem Ringen. Er konzentrierte sich dabei auf den griechisch-römischen Stil. Mit 18 Jahren trat er in die Armee ein und wurde Mitglied eines Armeesportklubs. Jetzt gehört er dem Sportverein SK Witas Podolsk an. Trainiert wurde er hauptsächlich von Alexander Tarankanow, Juri Kuzin und A. Gluschkow. Bei einer Größe von „nur“ 1,73 Metern rang er zunächst im Weltergewicht, seit 2002 startet er im Mittelgewicht. Der blonde Athlet ist ein untersetzter und sehr kraftvoller Ringer.
Die ersten internationalen Erfolge heimste Alexei Mischin bereits im Juniorenalter ein. Zwar musste er bei seinem ersten Start bei einer solchen Meisterschaft, der Junioren-Weltmeisterschaft (Juniors) in Turku, im Weltergewicht noch mit dem 7. Platz zufrieden sein, doch bereits ein Jahr später wurde er in Tirana Junioren-Europameister vor Gela Tschaidse, Georgien und Yusuf Düzer, Türkei. Im August 1999 wurde er in Bukarest Junioren-Weltmeister im Weltergewicht vor Yusuf Düzer und Mehdi Alijani Miandehi aus dem Iran.
Bereits im Mai 1999 wurde Alexei Mischin auch schon bei der Europameisterschaft der Senioren in Sofia eingesetzt. Er musste dort aber noch etwas Lehrgeld bezahlen, denn nach Niederlagen gegen Nazmi Avluca, Türkei und Tamás Berzicza aus Ungarn belegte er nur den 14. Platz. Im Jahre 2000 kam er zu keinen internationalen Meisterschaften. Russischer Meister jenes Jahres wurde Murat Kardanow, der auch bei den Olympischen Spielen 2000 startete. 2001 wurde Alexei Mischin erstmals russischer Meister bei den Senioren im Weltergewicht und im gleichen Jahr wurde er in Istanbul in derselben Gewichtsklasse vor Ara Abrahamian aus Schweden, Nazmi Avluca und Giorgi Dschintschwelaschwili aus Georgien auch erstmals Europameister. Bei der Weltmeisterschaft 2001 in Patras besiegte er Janbolat Musajew, Kirgisistan, Stefan Rusu, Rumänien, Tamás Berzicza und den Südkoreaner Kim Jin-sub und traf im Finale auf Ara Abrahamian, der sich dabei für die Niederlage gegen Mischin bei der Europameisterschaft revanchieren konnte, wobei der Punktsieg für Abrahamian mit 5:0 sogar recht deutlich war. Ara Abrahamian wurde damit vor Alexei Mischin Weltmeister.
Ab 2002 startete Alexei Mischin im Mittelgewicht. Russischer Meister in dieser Gewichtsklasse wurde aber Alexander Menschtschikow. Alexei Mischin kam deshalb im Jahre 2002 nur bei der Militär-Weltmeisterschaft in Tallinn zum Einsatz, wo er sich auch den Titel vor dem Griechen Theofanis Anagnostou und Attila Bátky aus der Slowakei holte. 2003 und 2004 gewann er wieder den russischen Meistertitel und er wurde 2003 in Belgrad zum zweiten Mal Europameister. Auf dem Weg zu diesem Erfolg besiegte er Theofanis Anagnostou, Filip Soukop aus Tschechien, Tuomo Mäntylää aus Finnland, Waleri Zilenz aus Weißrussland und Levon Geghamjan aus Armenien. Zu einer Enttäuschung für ihn wurde die Weltmeisterschaft 2003 in Créteil, denn nach einem Sieg über Filip Soukop unterlag er dort in seinem nächsten Kampf dem völlig unbekannten Bojan Mijatow aus Serbien und Montenegro, womit er ausschied und auf dem 26. Platz landete.
Im Jahre 2004 bereitete sich Alexei Mischin intensiv auf die Olympischen Spiele in Athen vor. Er startete deshalb in diesem Jahr nicht bei der Europameisterschaft. Durch sein schlechtes Abschneiden bei der Weltmeisterschaft 2003 musste er sich allerdings erst für die Teilnahme in Athen qualifizieren. Er schaffte dies beim Turnier in Novi Sad, wo er in überlegenem Stil vor Alexander Daragan aus der Ukraine und Andrea Minguzzi aus Italien gewann. In Athen war er bestens vorbereitet und in hervorragender Form. Mit Siegen über Gotcha Ziziaschwili, Israel, Mélonin Noumonvi, Frankreich, Dimitrios Avramis, Griechenland und Wjatscheslaw Makarenko aus Weißrussland kämpfte er sich in das Finale, in dem er wiederum seinem harten Widersacher Ara Abrahamian gegenüberstand. In diesem Kampf hatte er das Glück auf seiner Seite, denn nach 9 Minuten Kampfzeit entschied sich das Kampfgericht bei einem Punktestand von 1:1 zu seinen Gunsten. Er wurde damit Olympiasieger.
2005 wurde Alexei Mischin in Warna zum dritten Mal Europameister. Es besiegte dabei Sandor Bardosi, Alexander Daragan, Badri Chassaia aus Georgien und Nikola Stojanow aus Bulgarien, der nach dem Turnier auch noch wegen Dopings aus der Wertung fiel. Bei der Weltmeisterschaft 2005 schien der Weg zum ersten Titelgewinn für ihn nach Siegen über Amor Bach Hamda aus Tunesien, Luiz Enrique Mendez Luza aus Kuba, Nazmi Avluca, Artur Michalkiewicz, Polen und Alexander Daragan frei zu sein. Er traf dann im Finale auf Alim Selimow aus Weißrussland und unterlag diesem mit 1:2 Runden, obwohl das Punktverhältnis mit 7:4 zu seinen Gunsten sprach.
Im Jahre 2006 blieb Alexei Mischin bei der Europameisterschaft in Moskau ohne Medaille. Er kam dort nach Siegen über Pawel Daniel Burla aus Rumänien und Laimutis Adomaitis aus Litauen nach Niederlagen gegen Artur Michalkiewicz (1:2 Runden, 3:3 Punkte) und Nazmi Avluca nur auf den für ihn enttäuschenden 7. Platz. Etwas besser lief es bei ihm bei der Weltmeisterschaft 2006 in Guangzhou. Er besiegte dort Denis Nikolajew aus Israel und Melanin Noumonvi, wurde dann aber von dem Ägypter Mohamad Abd El Fatah regelrecht deklassiert und verlor gegen diesen Ringer mit 0:2 Runden und 0:7 Punkten. Durch Siege über Attila Bátky und Badri Chassaia konnte er aber noch eine Bronzemedaille retten.
Wenn man von seinem Olympiasieg 2004 absieht, wurde dann das Jahr 2007 zum erfolgreichsten in seiner Laufbahn. Er holte sich in diesem Jahr drei internationale Titel. In Sofia wurde er erneut Europameister, wobei er u. a. Melonin Noumonvi und Artur Michalkiewicz und im Finale den deutschen Newcomer Jan Fischer besiegte. Danach wurde er in Baku endlich erstmals Weltmeister. Die Gegner, die er dabei besiegte, waren Mohammedmurad Orasow, Turkmenistan, Wjatscheslaw Subarjew, Kasachstan, Badri Chassaia, Nazmi Avluca, Ara Abrahamian und Bradley Vering aus den Vereinigten Staaten. Im Oktober 2007 wurde er schließlich in Hyderabad vor Andrei Baranowski aus Weißrussland und Witali Lischtschinski aus der Ukraine Militär-Weltmeister.
Im Olympiajahr 2008 verzichtete Alexei Mischin wieder auf die Teilnahme bei der Europameisterschaft. Bei den Olympischen Spielen in Peking hatte er aber aus dieser Maßnahme nicht den gleichen Erfolg wie vor vier Jahren in Athen. Er besiegte in Athen zunächst Andrei Samochin aus Kasachstan, verlor dann aber gegen Andrea Minguzzi (1:2 Runden, 5:3 Punkte) und, wohl demotiviert, auch gegen Melonin Noumonvi (1:2 Runden, 5:2 Punkte). Dabei fiel auf, dass er bei beiden verlorenen Kämpfen mehr Punkte als seine siegreichen Gegner erzielte, aber insgesamt vier Runden mit jeweils 0:1 Punkten verlor. In der Endabrechnung kam er damit nur auf den 9. Platz.
Trotz dieser Enttäuschung setzte Alexei Mischin seine Karriere fort und wurde 2009 in Vilnius zum fünften Mal Europameister. Die Gegner, die er dabei besiegte, waren Amer Hrustanovic, Österreich, Zoltan Fodor, Ungarn, Eerik Aps, Estland, Witali Lischtschinski und Nazmi Avluca. Die nächste Enttäuschung erlebte er dann allerdings bei der Weltmeisterschaft dieses Jahres in Herning/Dänemark, denn er verlor dort gleich seinen ersten Kampf gegen Habibollah Jomeh Achlaghi aus dem Iran, schied aus und belegte nur den 22. Platz. Im Jahre 2010 gewann er bei den internationalen Meisterschaften wieder zwei Medaillen, konnte aber keinen Titel gewinnen. Bei der Europameisterschaft 2010 in Baku besiegte er u. a. Anton Babko Maly aus der Ukraine und Jan Fischer, verlor aber im Finale gegen Nazmi Avluca und bei der Weltmeisterschaft im heimischen Moskau musste er nach zwei siegreichen Kämpfen gegen Christo Marinow aus Bulgarien eine knappe Punktniederlage (1:2 Runden, 4:2 Punkte) hinnehmen. Wobei er erneut zwei Runden mit jeweils 0:1 Punkten verlor. Mit Siegen über Amer Hrustanovic aus Österreich und Damian Janikowski aus Polen sicherte er sich in Moskau aber noch eine WM-Bronzemedaille.
2011 siegte Alexei Mischin bei der russischen Meisterschaft gegen das große Talent Alan Chugajew, war in diesem Jahr aber bei keiner internationalen Meisterschaft am Start. Er wurde aber, inzwischen schon 33 Jahre alt, bei der Europameisterschaft 2012 in Belgrad eingesetzt, wo er allerdings seinen ersten Kampf verlor und nur auf den 26. Platz kam. Bei der russischen Meisterschaft 2012 verlor er dann auch seinen russischen Meistertitel an Alan Chugajew, der wenig später auch Olympiasieger wurde. Trotz seiner 34 Jahre setzte er seine Laufbahn auch 2013 fort. Auf Grund einiger sehr guter Ergebnisse bei internationalen Turnieren wurde er für die Europameisterschaft 2013 in Tiflis nominiert. Er war dort wieder in hervorragender Form und wurde mit Siegen über Hassan Saman Tahmasebi, Aserbaidschan, Dorin Constantin Pirvan, Rumänien, Fisnik Zahiti, Schweden, Nenad Žugaj, Kroatien und Wladimir Gegeschidse, Georgien, zum sechsten Mal Europameister. Bei der Weltmeisterschaft 2013 in Budapest siegte Alexei Mischin über Gilberto Piquet Herrera, Kuba, unterlag aber dann überraschend gegen Nenad Zugaj. Da dieser das Finale nicht erreichte, schied er aus und kam nur auf den 12. Platz.
Trotz seiner inzwischen 35 Jahre, beabsichtigt er seine internationale Karriere offensichtlich fortzusetzen, denn er siegte im Januar 2014 beim renommierten „Iwan-Poddubny“-Memorial in Tjumen in der neuen Gewichtsklasse bis 85 kg vor Asamat Bikbajew, Russland, Damian Janikowski, Polen und Ramasan Abacharajew, Russland. Bei der Europameisterschaft 2014 in Vantaa kam er zu Siegen über Nenad Zugaj, Kroatien und Christo Marinow, Bulgarien, verlor aber gegen Dschan Belenjuk, Ukraine und Amer Hrustanovic, Österreich. Er erreichte deshalb nur den 5. Platz.
Im April 2016 erkämpfte Alexei Mischin beim Qualifikations-Turnier in Zrenjanin in der Gewichtsklasse bis 85 kg durch seinen Turniersieg einen Startplatz für Russland bei den Olympischen Spielen 2016 in Rio de Janeiro. In Rio de Janeiro war dann aber nicht er, sondern Dawit Tschakwetadse für Russland am Start, der auch Olympiasieger wurde.

## Internationale Erfolge
| Jahr | Platz | Wettbewerb                                   | Gewichtsklasse | Ergebnisse |
| 1997 | 7.    | Junioren-WM in Turku                         | Welter         | Sieger: Sandor Bardosi, Ungarn vor Artur Michalkiewicz, Polen |
| 1998 | 1.    | Junioren-EM in Tirana                        | Welter         | vor Gela Tschaidse, Georgien und Yusuf Düzer, Türkei |
| 1998 | 4.    | Junioren-WM in Kairo                         | Welter         | hinter Juri Witt, Usbekistan, Mohammad Abd El Fatah, Ägypten und Gela Tschaidse |
| 1999 | 14.   | EM in Sofia                                  | Welter         | nach Niederlagen gegen Nazmi Avluca, Türkei und Tamás Berzicza, Ungarn |
| 1999 | 1.    | Junioren-WM in Bukarest                      | Welter         | vor Yusuf Düzer, Juri Witt und Mehdi Alijani Miandehi, Iran |
| 2000 | 1.    | Vantaa-Cup                                   | Welter         | vor Bulat Abdulajew und Roman Raguschenko, beide Ukraine |
| 2001 | 1.    | Sweden-Cup in Malmö                          | Welter         | vor Avraam Tatidis, Griechenland und Biser Georgiew, Bulgarien |
| 2001 | 1.    | EM in Istanbul                               | Welter         | vor Ara Abrahamian, Schweden, Nazmi Avluca und Giorgi Dschintschwelaschwili, Georgien |
| 2001 | 2.    | WM in Patras                                 | Welter         | nach Siegen über Janbolot Musajew, Kirgisistan, Stefan Rusu, Rumänien, Tamás Berzicza und [Kim Jin-sub, Südkorea und eine Finalniederlage gegen Ara Abrahamian                                   |
| 2002 | 1.    | Militär-WM in Tallinn                        | Mittel         | vor Theofanis Agnostou, Griechenland und Attila Bátky, Slowakei |
| 2003 | 1.    | EM in Belgrad                                | Mittel         | nach Siegen über Theofanis Anagnostou, Filip Soukup, Tschechische Republik, Tuomo Mäntylää, Finnland, Waleri Zilenz, Weißrussland und Lewon Geghamjan, Armenien                                  |
| 2003 | 26.   | WM in Créteil                                | Mittel         | nach einem Sieg über Filip Soukup und einer Niederlage gegen Bojan Mijatov, Serbien-Montenegro                                                                                                   |
| 2004 | 1.    | Olympia-Qualif.-Turnier in Novi Sad          | Mittel         | vor Alexander Daragan, Ukraine, Andrea Minguzzi, Italien und Janarbek Kenjeew, Kirgisistan |
| 2004 | 1.    | Grand-Prix von Deutschland in Dortmund       | Mittel         | vor Marko Yli-Hannuksela, Finnland, Sergei Solodkin, Ukraine und Shingo Matsumoto, Japan |
| 2004 | Gold  | OS in Athen                                  | Mittel         | nach Siegen über Gotcha Ziziaschwili, Israel, Melonin Noumonvi, Frankreich, Dimitrios Avramis, Griechenland, Wjatscheslaw Makarenko], Weißrussland und Ara Abrahamian                            |
| 2005 | 1.    | EM in Warna                                  | Mittel         | nach Siegen über Sandor Bardosi, Ungarn, Alexander Daragan, Ukraine, Badri Chassaia, Georgien und Nikola Stojanow, Bulgarien                                                                     |
| 2005 | 2.    | WM in Budapest                               | Mittel         | nach Siegen über Amor Bach Hamba, Tunesien, Luiz Enrique Mendez Lazo, Kuba, Nazmi Avluca, Artur Michalkiewicz, Polen und Alexander Daragan und einer Niederlage gegen Alim Selimow, Weißrussland |
| 2006 | 2.    | Welt-Cup in Budapest                         | Mittel         | hinter Kim Jung-sub, vor Rainier Corrales, Kuba und Muhammed Yücedag, Türkei |
| 2006 | 7.    | EM in Moskau                                 | Mittel         | nach Siegen über Pawel Daniel Burla, Rumänien und Laimutis Adomaitis, Litauen und Niederlagen gegen Artur Michalkiewicz und Avluca Nazmi                                                         |
| 2006 | 3.    | WM in Guangzhou                              | Mittel         | nach Siegen über Denis Nikolajew, Israel, Melonin Noumonvi, Attila Bátky, Slowakei, Badri Chassaia und einer Niederlage gegen Mohamad Abd El Fatah, Ägypten                                      |
| 2007 | 1.    | Iwan-Poddubny-Memorial in Rjasan             | Mittel         | vor Dimitri Oralow, Oleg Scholakow und Armen Grigorjan, alle Russland |
| 2007 | 1.    | EM in Sofia                                  | Mittel         | nach Siegen über Fred de Vos, Niederlande, Goran Bojanic, Serbien, Melonin Noumonvi, Artur Michalkiewicz und Jan Fischer, Deutschland                                                            |
| 2007 | 1.    | WM in Baku                                   | Mittel         | nach Siegen über Muhammedmurad Orazow, Turkmenistan, Wjatscheslaw Subarjew, Kasachstan, Badri Chassaia, Nazmi Avluca, Ara Abrahamian und Bradley Vering, USA                                     |
| 2007 | 1.    | Militär-WM in Hyderabad                      | Mittel         | vor Andrei Baranowski, Weißrussland und Witali Lischtschinksi, Ukraine |
| 2008 | 9.    | OS in Peking                                 | Mittel         | nach einem Sieg über Andrei Samochin, Kasachstan und Niederlagen gegen Andrea Minguzzi, Italien und Melonin Noumonvi, Frankreich                                                                 |
| 2009 | 1.    | Iwan-Poddubny-Memorial in Rjasan             | Mittel         | vor Oleg Schokalow, Saur Kareschew und Ewgeni Bogomolow, alle Russland |
| 2009 | 1.    | Welt-Cup in Clermont-Ferrand                 | Mittel         | vor Melonin Noumonvi, Zoltan Fodor und Artur Schahinjan, Armenien |
| 2009 | 1.    | EM in Vilnius                                | Mittel         | nach Siegen über Amer Hrustanovic, Österreich, Zoltan Fodor, Eerik Aps, Estland, Witali Lischtschinski und Nazmi Avluca                                                                          |
| 2009 | 1.    | Großer Preis von Deutschland in Dortmund     | Mittel         | vor Lennie Persson und Fisnik Zahiti, beide Schweden und Denni Lipic, Kroatien |
| 2009 | 22.   | WM in Herning/Dänemark                       | Mittel         | nach einer Niederlage gegen Habibollah Jomeh Achlaghi, Iran |
| 2010 | 6.    | Welt-Cup in Jerewan                          | Mittel         | Sieger: Nazmi Avluca vor Arsen Kachabrischwili, Georgien |
| 2010 | 1.    | Welt-Cup in Szombathely                      | Mittel         | vor Melonin Noumonvi, Nenad Žugaj, Kroatien und Akaki Jochadse, Georgien |
| 2010 | 2.    | EM in Baku                                   | Mittel         | nach Siegen über Dejan Sernek, Slowenien, Marian Mihalik, Slowakei, Anton Babko Maly, Ukraine und, Jan Fischer und einer Niederlage gegen Nazmi Avluca                                           |
| 2010 | 5.    | Golden-Grand-Prix in Baku                    | Mittel         | hinter Taleb Nariman Nematpour, Iran, Schalwa Gadabadse, Georgien, Oleg Schokalow und Chadorchi Davod Abedinzahdeh, Iran                                                                         |
| 2010 | 3.    | WM in Moskau                                 | Mittel         | nach Siegen über Haykel Achouri, Tunesien und Denis Nikolajew, einer Niederlage gegen Christo Marinow, Bulgarien und Siegen über Amer Hrustanovic und Damian Janikowski, Polen                   |
| 2011 | 2.    | Iwan-Poddubna-Memorial in Tjumen             | Mittel         | hinter Alan Chugajew, vor Asamat Bikbajew, beide Russland und Charles Betts, USA |
| 2011 | 2.    | Wladyslaw-Pytlasinski-Memorial in Radom      | Mittel         | hinter Alan Chugajew, vor Rami Hietaniemi, Finnland und Ahmet Yldirim, Türkei |
| 2012 | 1.    | Iwan-Poddubny-Memorial in Tjumen             | Mittel         | vor Serob Grigorjan, Asamat Bikbajew und Ewgeni Bogomolow, alle Russland |
| 2012 | 26.   | EM in Belgrad                                | Mittel         | Sieger: Christo Marinow vor Damian Janikowski und Schan Belenjuk, Ukraine |
| 2012 | 8.    | Welt-Cup in Saransk                          | Mittel         | Sieger: Taleb Nariman Nematpour vor Laszlo Antunovics, Ungarn und Hassan Saman Tahmasebi, Aserbaidschan                                                                                          |
| 2012 | 1.    | „Moscow Lights“                              | Mittel         | vor Rafiq Hüseynov, Aserbaidschan und Schan Belenjuk, Ukraine |
| 2013 | 1.    | „Iwan-Poddubny“-Memorial in Tjumen           | Mittel         | vor Asamat Bikbajew, Russland, Rustam Assakalow, Usbekistan und Ramasan Abacharejew, Russland |
| 2013 | 1.    | EM in Tiflis                                 | Mittel         | nach Siegen über Hassan Saman Tahmasebi, Dorin Constantin Pirvan, Rumänien, Fisnik Zahiti, Schweden, Nenad Zugaj, kroatien und Wladimir Gegeschidse, Georgien                                    |
| 2013 | 12.   | WM in Budapest                               | Mittel         | nach einem Sieg über Gilberto Piquet Herrera, Kuba und einer Niederlage gegen Nenad Zugaj |
| 2014 | 1.    | „Iwan-Poddubny“-Memorial in Tjumen           | bis 85 kg      | vor Asamat Bikbajew, Russland, Damian Janikowski, Polen und Ramasan Abacharajew, Russland |
| 2014 | 5.    | EM in Vantaa                                 | bis 85 kg      | nach Siegen über Nenad Zugaj und Christo Marinow, Bulgarien und Niederlagen gegen Dschan Belenjuk und Amer Hrustanovic, Österreich                                                               |
| 2015 | 1.    | „Wladyslaw-Pytlasinski“-Memorial in Warschau | bis 85 kg      | vor Viktor Lörincz, Ungarn, Denis Kudla und Ramsin Azizsir, beide Deutschland |
| 2015 | 3.    | Militär-Weltspiele in Mungyeong              | bis 85 kg      | hinter Dschan Belenjuk und Damian Janikowski, Polen, gemeinsam mit Laimutis Adomaitis, Litauen                                                                                                   |
| 2016 | 8.    | „Iwan-Poddubny“-Memorial in Tjumen           | bis 85 kg      | Sieger: Jewgeni Salejew vor Bechan Osdojew und Dawit Tschakwetadse, alle Russland |
| 2016 | 1.    | Olympia-Qualif.-Turnier in Zrenjanin         | bis 85 kg      | vor Nikolai Bajrakow, Bulgarien, Metehan Basar, Türkei und Artur Omarow, Tschechien |
| 2018 | 7.    | „Iwan-Poddubny“-Memorial in Moskau           | bis 87 kg      | Sieger: Bechan Osdojew vor Alan Osdojew, beide Russland |

## Russische Meisterschaften
| Jahr | Platz | Gewichtsklasse | Ergebnisse                                                         |
| 2001 | 1.    | Welter         |                                                                    |
| 2003 | 1.    | Mittel         |                                                                    |
| 2004 | 1.    | Mittel         |                                                                    |
| 2005 | 1.    | Mittel         | vor L. Kesewadse, D. Oralow und E. Gudow                           |
| 2006 | 1.    | Halbschwer     |                                                                    |
| 2008 | 1.    | Mittel         | vor Ewgeni Bogomolow, Igor Lusgin und Anatili Polski               |
| 2009 | 1.    | Halbschwer     | vor Konstantin Jefimow, Maxim Safarjan und Muradbek Gassanow       |
| 2011 | 1.    | Mittel         | vor Alan Chugajew, Oleg Schokalew und Saur Kareschew               |
| 2012 | 2.    | Mittel         | hinter Alan Chugajew, vor Oleg Schokalew und Saur Kareschew        |
| 2013 | 1.    | Mittel         | vor Alan Chugajew, Emil Scharafetdinow und Asamat Bikbajew         |
| 2015 | 2.    | Mittel         | hinter Dawit Chakwetadse                                           |
| 2016 | 2.    | Mittel         | hinter Dawit Chakwetadse, vor Asamat Bikbajew und Sosruko Kodsokow |
| 2017 | 3.    | Mittel         | hinter Sasruko Kodsokow und Jewgeni Salejew                        |

Erläuterungen
- alle Wettbewerbe im griechisch-römischen Stil
- OS = Olympische Spiele, WM = Weltmeisterschaft, EM = Europameisterschaft
- Weltergewicht, Gewichtsklasse bis 2001 bis 76 kg, Mittelgewicht, seit 2002 bis 84 kg und Halbschwergewicht, seit 2002 bis 96 kg Körpergewicht (bis 31. Dezember 2013; ab 1. Januar 2014 gilt eine neue Gewichtsklasseneinteilung durch die FILA)